# Liste des châteaux de la Marne
Cet article recense de manière non exhaustive les châteaux (de défense ou d'agrément), maisons fortes, mottes castrales, situés dans le département français de la Marne. Il est fait état des inscriptions et classements au titre des monuments historiques.

## Liste
| Icône            | Signification    | Abréviations             | Abréviations                  | Abréviations             | Abréviations           |
| ---------------- | ---------------- | ------------------------ | ----------------------------- | ------------------------ | ---------------------- |
| Château fort     | Château fort     | = Bastide                | = Ferme fortifiée             | = Maison forte           | = (Néo-)Palladianisme  |
| Renaissance      | Renaissance      | = Château gascon         | = Folie (montpelliéraine)     | = Manoir, Gentilhommière | = Résidence épiscopale |
| Domaine viticole | Domaine viticole | = Classicisme, classique | = Forteresse, fort(ification) | = Maison (noble)         | = Style Beaux-Arts     |
| Palais           | Palais           | = Commanderie            | = Gothique (flamboyant)       | = Néo-baroque            | = Style Second Empire  |
| Ruine ou disparu | Ruine, disparu   | = Château pinardier      | = Hôtel particulier           | = Néo-classique          | = Style italianisant   |
|                  |                  | = Demeure seigneuriale   | ... = Style Louis XII...XVI   | = Néo-gothique           | = Style troubadour     |
|                  |                  | = Éclectisme             | = Logis (seigneurial)         | = Néo-Renaissance        | = Villa (de Nice)      |
| Baroque, rococo  | Baroque, rococo  | = Édifice religieux      | = Motte castrale/féodale      | = Pavillon de chasse     | = Styles du XXe siècle |

| Type                                          | Château                                | Commune                   | Protection                                                                                         | Notes                                                       | Coordonnées                 | Illustration |
| --------------------------------------------- | -------------------------------------- | ------------------------- | -------------------------------------------------------------------------------------------------- | ----------------------------------------------------------- | --------------------------- | ------------ |
| Demeure seigneuriale · Ruine ou disparu       | Château de Bettancourt                 | Bettancourt-la-Longue     | | XVIIIe siècle                                               | 48° 49′ 53″ N, 4° 53′ 44″ E |              |
| Néo-Renaissance                               | Château de Bignicourt-sur-Saulx        | Bignicourt-sur-Saulx      | Classé MH (2005) · Inscrit MH (2005) · Notice no PA51000008                                        | XIXe siècle                                                 | 48° 45′ 57″ N, 4° 46′ 26″ E |              |
| Néo-Renaissance · Domaine viticole            | Château de Boursault                   | Boursault                 | Notice no IA51000618                                                                               | XIXe siècle                                                 | 49° 03′ 37″ N, 3° 51′ 01″ E |              |
| Château fort · Classicisme, classique         | Château de Braux-Sainte-Cohière        | Braux-Sainte-Cohière      | Classé MH (1972) · Notice no PA00078597                                                            | Moyen Âge, époque moderne                                   | 49° 05′ 33″ N, 4° 49′ 37″ E |              |
|                                               | Château de Bussemont                   | Saint-Lumier-la-Populeuse | |                                                             | 48° 27′ 37″ N, 4° 28′ 56″ E |              |
| Styles xxe siècle · Domaine viticole          | Fort Chabrol                           | Épernay                   | Inscrit MH (2012) · Notice no PA51000021 · Notice no IA51000909 · Patrimoine mondial (2015) UNESCO | XIXe et XXe siècles, coteaux, maisons et caves de Champagne | 49° 02′ 55″ N, 3° 56′ 57″ E |              |
| Château fort · Renaissance · Style Louis XIV  | Château de Dormans                     | Dormans                   | « Photo », notice no PA51000021 « Photo », notice no AP67L01315                                    | XIVe et XVIe siècles, XVIIe et XIXe siècles                 | 49° 04′ 24″ N, 3° 38′ 36″ E |              |
| Classicisme, classique                        | Château d'Étoges                       | Étoges                    | Inscrit MH (1956) · Notice no PA00078705                                                           | XVIIe siècle                                                | 48° 52′ 55″ N, 3° 51′ 05″ E |              |
| Château fort · Classicisme, classique         | Château d'Étrepy                       | Étrepy                    | Inscrit MH (2011) · Notice no PA51000017                                                           | Moyen Âge, XVIIe siècle                                     | 48° 46′ 02″ N, 4° 48′ 23″ E |              |
| Classicisme, classique                        | Château de Gueux (des Dames de France) | Gueux                     | | Golf de Reims, restaurant                                   | 49° 14′ 56″ N, 3° 54′ 18″ E |              |
| Classicisme, classique                        | Château de Juvigny                     | Juvigny                   | Inscrit MH (1988, 2010) · Notice no PA00078727 · Notice no IA51000608                              | XVIIIe siècle                                               | 49° 00′ 55″ N, 4° 15′ 54″ E |              |
| Château fort · Renaissance · Domaine viticole | Château de Lagery                      | Lagery                    | Inscrit MH (1992) · Notice no PA00078927                                                           | XIIIe et XVe siècles, XVIe siècle                           | 49° 12′ 30″ N, 3° 44′ 44″ E |              |
|                                               | Château de Louvois                     | Louvois                   | |                                                             |                             |              |
|                                               | Château de Mareuil                     | Mareuil-sur-Ay            | |                                                             |                             |              |
|                                               | Château de la Marquetterie             | Pierry                    | |                                                             |                             |              |
|                                               | Château de Merfy                       | Merfy                     | |                                                             |                             |              |
| Domaine viticole                              | Château Moët & Chandon                 | Épernay                   | |                                                             |                             |              |
| Renaissance                                   | Château de Montmirail                  | Montmirail                | |                                                             |                             |              |
|                                               | Château de Montmort                    | Montmort-Lucy             | |                                                             |                             |              |
|                                               | Château de Mœurs                       | Mœurs-Verdey              | |                                                             |                             |              |
| Renaissance                                   | Château Perrier                        | Épernay                   | |                                                             |                             |              |
|                                               | Château de Placard                     | Mœurs-Verdey              | |                                                             |                             |              |
| Renaissance                                   | Château de Réveillon                   | Réveillon                 | |                                                             |                             |              |
|                                               | Château de Serzy-Prin                  | Serzy-et-Prin             | |                                                             |                             |              |
| Résidence épiscopale · Classicisme, classique | Palais du Tau                          | Reims                     | Classé MH (1886, 1907) · Notice no PA00078774                                                      | Moyen Âge, XVIIe siècle                                     | 49° 15′ 13″ N, 4° 02′ 05″ E |              |
|                                               | Château du Thoult                      | Le Thoult-Trosnay         | |                                                             |                             |              |
|                                               | Château de Vandières                   | Vandières                 | |                                                             |                             |              |
|                                               | Château de Villers-le-Château          | Villers-le-Château        | |                                                             |                             |              |
|                                               | Château de Vitry-la-Ville              | Vitry-la-Ville            | |                                                             |                             |              |